# خزان أسوان
خزان أسوان أو سد أسوان وهو يختلف عن السد العالي. بدأ العمل على إنشائه في مدينة أسوان في جنوب مصر في الفترة ما بين 1899 و1906. وضع حجر أساسه الخديوي عباس حلمي الثاني واُفتتح في عهده. ويبعد خزان أسوان 946 كيلومتراً عن قناطر الدلتا المعروفة بالقناطر الخيرية. وكان سد أسوان القديم هو أول سد يُبنى بهذا الحجم وأكبر سد مُشيَّد في العالم آنذاك. ثم تمت تعليته في عام 1912 ؛ ثم التعلية الثانية في عام 1926 ليقوم بحجز المياه أثناء فيضان النيل حيث يتم تصريف المياه بالكميات اللازمة للري خلال فترة التحاريق. يبلغ طول الخزان 2141 متر وعرضه 9 أمتار به 180 بوابة، وهو مبني من حجر الغرانيت المتوافر بالمنطقة. وتم استغلال المياه المندفعة منه لعمل محطتين للكهرباء، هما محطة توليد أسوان الأولى ومحطة توليد أسوان الثانية. مع إنشاء طريق عليه يربط بين ضفتي النيل الشرقية والغربية.

## التاريخ
كان أول تفكير مسجل لبناء خزان بالقرب من أسوان خلال القرن الحادي عشر الميلادي. في ذلك الوقت دُعي عالم الرياضيات العربي الشهير الحسن بن الهيثم -المعروف في الغرب بـ Alhazen - من قبل الخليفة الفاطمي الحاكم بأمر الله لتنسيق الاستفادة من فيضان النيل. وكان هذا هو أول تفكير في إنشاء سد على النيل لحجز مياه الفيضان. وبعد أن استكشف الحسن بن الهيثم تلك المنطقة عند أسوان واتساع النيل اقتنع بأن هذا العمل الكبير لا يمكن عمله في ذلك الوقت.
ويقال أنه خاف من أن يغضب الخليفة منه على تقرير سلبي منه، فادعى الهذيان. وحدد الخليفة إقامته في عام 1011 بأن يبقى في بيته في إقامة جبرية لا يخرج منه، حتى توفي الحاكم بأمر الله في عام 1021. خلال تلك الفترة قام الحسن ابن الهيثم بتأليف كتبه في البصريات وغيرها المسماة المناظر ؛
(سبع مجلدات في مجال البصريات، الفيزياء، الرياضيات وعلم النفس).

## التعلية

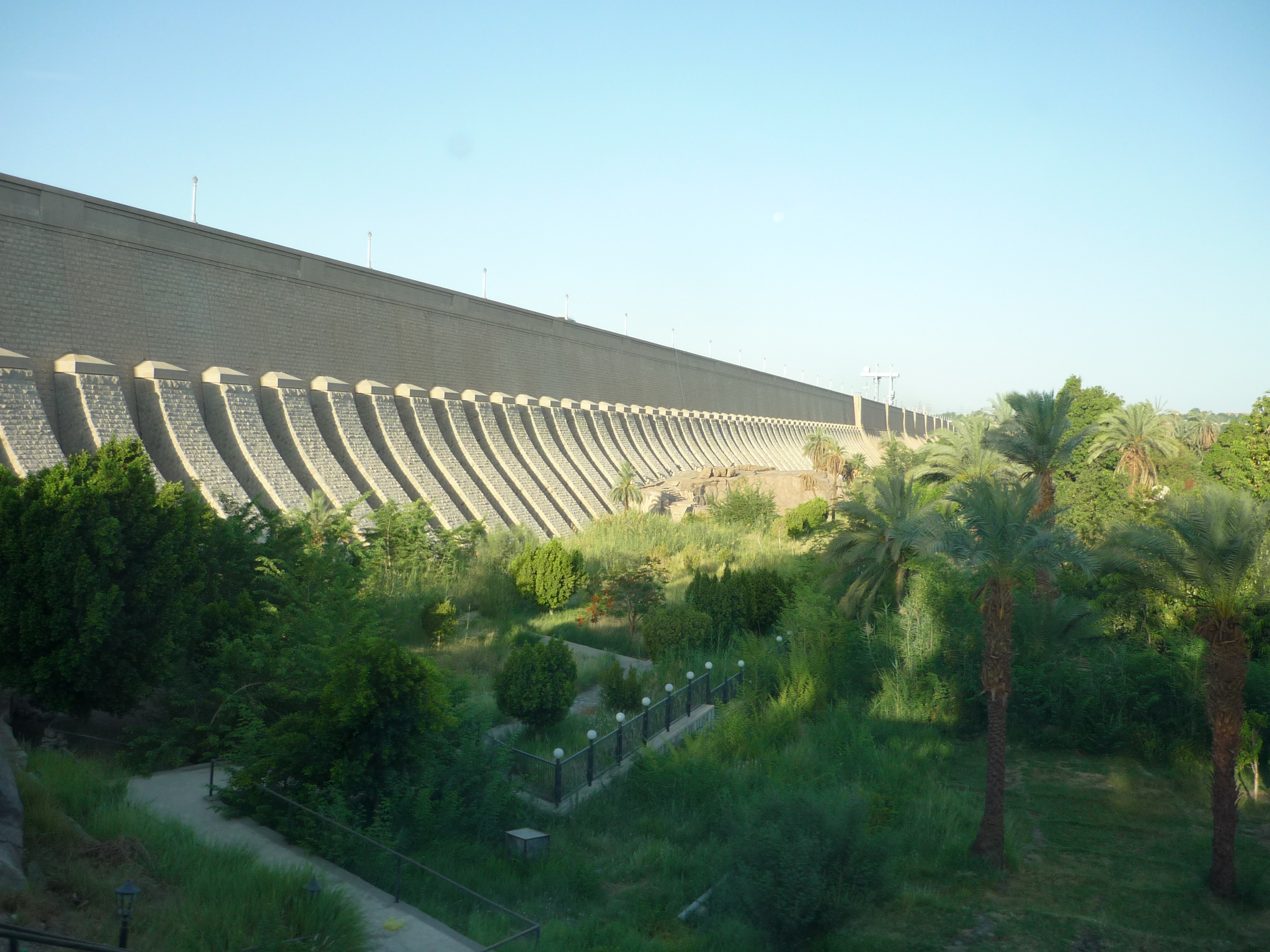
خزان أسوان

على الرغم من التصميم الذي كان يحدد من ارتفاع الخزان بسبب مراعاة عدم غرق معبد فيلة الموجود على جزيرة في وسط النيل، فتبين بعد تشغيل الخزان أنه لم يكن يكفي للاحتياجات المستقبلية. فتم القيام بتعليتين للسد، التعلية الأولى 5 متر بين الأعوام 1907-1912 والتعلية الثانية 9 متر خلال السنوات 1929-1933، وارتفع أيضا إنتاج الكهرباء. تمت المرحلة الأولى تحت رعاية سير بنيامين باكر، على الرغم من أن «موردوخ ماكدونالد» قام بالتصميم التفصيلي الدقيق.
وبعد التعلية الأخيرة والتي قامت بها شركة ماكدونالدز بما فيها التصميم والبناء (شركة ماكدونالدز وشركاه)،  أصبح الخزان بطول 1950 مترا، وأصبح ارتفاع الماء فيه 36 متر فوق قاع النهر الأصلي. ويشكل الخزان الطريق الرئيسي للمواصلات بين مدينة أسوان والمطار.
بعد نهاية بناء السد العالي جنوب خزان أسوان بـ 6 كيلومتر، أصبح خزان أسوان لا يسمح بتمرير طمي النيل المفيد إلى الأراضي. ثم خفض ارتفاع المياه في خزان أسوان ويقوم الآن بتنظيم المياه أسفل من السد العالي.

## استخداماته الزراعية

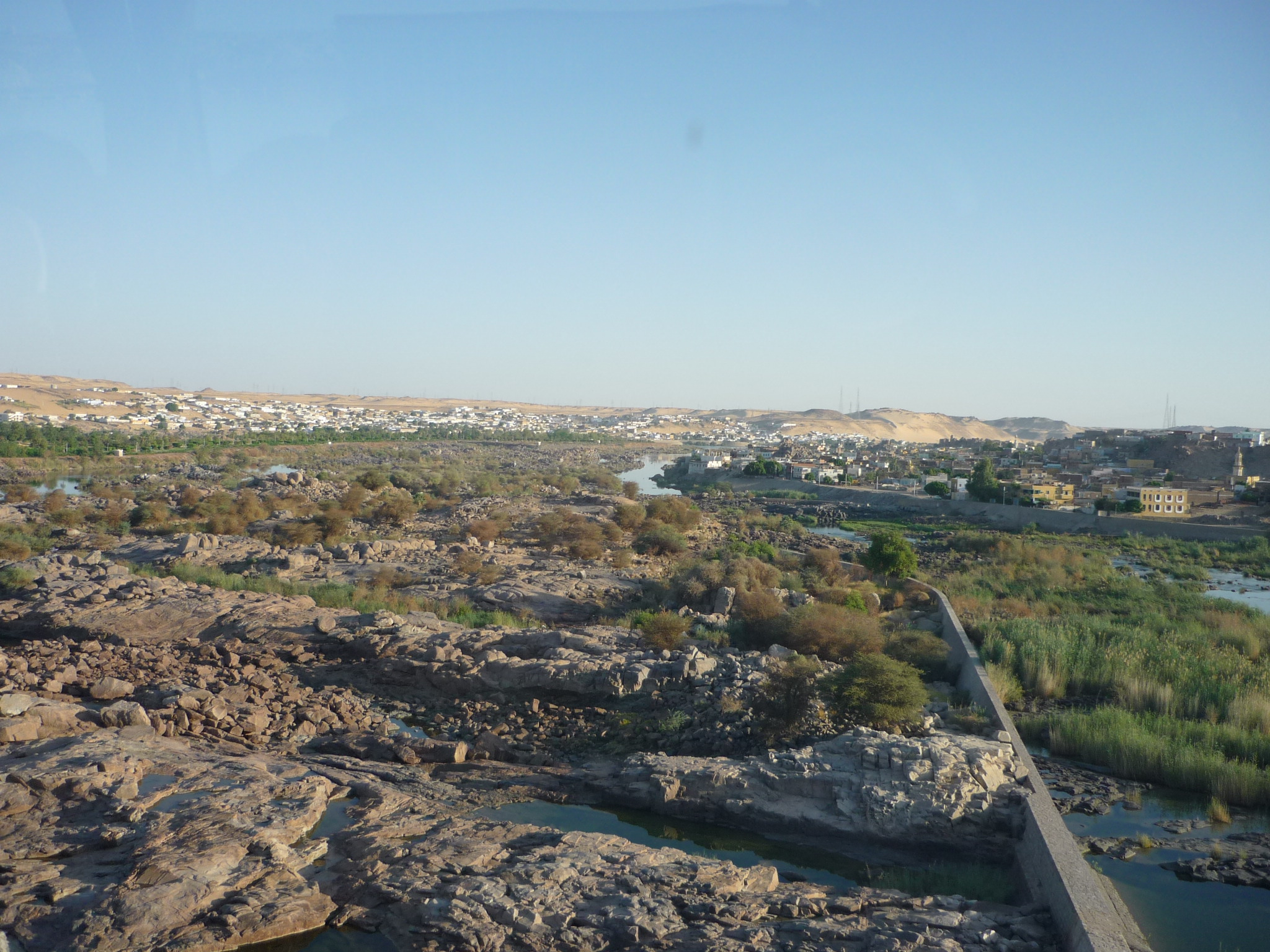
شلالات النيل الأولى

على الرغم من كبر خزان أسوان في عهده القديم إلا أنه لم يكن يكفي احتياجات المياه في مصر في أوقات الجفاف - حتى بعد تعليته مرتين. كان حجم الماء المخزون فيه نحو 5 مليارات متر مكعب من الماء، فلم يكن يكفي لتغذية جميع القنوات الزراعية المنتشرة في مصر. ففي سنوات انخفاض الفيضان كان لا يفي بالحاجة الزراعية - وهي فترات جفاف كانت تحدث أيضا في العهود الفرعونية. في نفس الوقت تزايد عدد السكان في مصر في عصرنا الحديث. وهذا ما أدى خلال الخمسينيات من القرن الماضي إلى التفكير في بناء السد العالي الذي يبعد نحو 6 كيلومتر جنوب خزان أسوان، حيث تأتي مياه النيل من الجنوب.

## إنتاج الكهرباء
بنيت على خزان أسوان محطتين لتوليد الكهرباء لاستغلال سقوط المياه من الخزان في توليد الكهرباء. المحطة الأولى تمت في عام 1960 ومحطة كهرباء أسوان الثانية بنيت بين عامي 1985-1986. محطة أسوان الأولى تحوي 7 من المولدات الكهربائية، تبلغ قدرة كل منها 40 ميجاواط، لإنتاج طاقة كهربائية إجمالية قدرها 280 ميجاواط. وتقع المحطة في غرب الخزان. محطة كهرباء أسوان الثانية تحوي 4 مولدات كهربائية، كل مولد منها بقدرة 68 ميجاوات، بحيث تنتج طاقة إجمالية قدرها 270 ميجاواط.